# Phyllochaetopterus claparedii
Phyllochaetopterus claparedii är en ringmaskart som beskrevs av McIntosh 1885. Phyllochaetopterus claparedii ingår i släktet Phyllochaetopterus och familjen Chaetopteridae. Inga underarter finns listade i Catalogue of Life.